# Bionicle Chronicles
Crônicas Bionicle é o primeiro livro da série baseada no universo Bionicle. Abrange os acontecimentos que estão ocorrendo no enredo de 2001 - 2002 arco da história - 2003. A maioria dos livros de Crônicas foram escritas por Cathy Hapka (excepto para Tales of the Masks que foi escrito por Greg Farshtey).

## Livros
- BIONICLE Chronicles 1: Tale of the Toa
- BIONICLE Chronicles 2: Beware the Bohrok
- BIONICLE Chronicles 3: Makuta's Revenge
- BIONICLE Chronicles 4: Tales of the Masks
- BIONICLE: Mask of Light: The Movie Novel

## Personagens importantes
-Toa Mata/Nuva 
Tahu 
Gali 
Pohatu 
Lewa 
Onua 
Kopaka 
-Turaga 
Vakama 
Nokama 
Onewa 
Matau 
Whenua 
Nuju 
-Matoran 
Takua 
Jaller 
Kapura 
Hahli 
Macku 
Kotu 
Hewkii 
Hafu 
Kongu 
Tamaru 
Onepu 
Taipu 
Nuparu 
Matoro 
Kopeke 
-Rahi 
Nui-Rama 
Nui-Jaga 
Tarakava 
Muaka 
Kane-Ra 
Manas 
Ussal Crabs 
Pewku 
Gukko Birds 
-Bohrok 
Tahnok 
Gahlok 
Pahrak 
Lehvak 
Nuhvok 
Kohrak 
-Bohrok Va 
Tahnok Va 
Gahlok Va 
Pahrak Va 
Lehvak Va 
Nuhvok Va 
Kohrak Va 
-Cahdok & Gahdok 
-Bohrok-Kal 
Tahnok-Kal 
Gahlok-Kal 
Pahrak-Kal 
Lehvak-Kal 
Nuhvok-Kal 
Kohrak-Kal 
-Rahkshi 
Turahk 
Guurahk 
Panrahk 
Lerahk 
Vorahk 
Kurahk 
-Outros 
Takanuva 
Makuta 
Exo-Toa